# Бірґіт Гаґен
Бірґіт Гаґен (нім. Birgit Hagen, 6 червня 1957) — німецька хокеїстка на траві.
Срібна призерка Олімпійських Ігор 1984 року.